# Filip Totyu

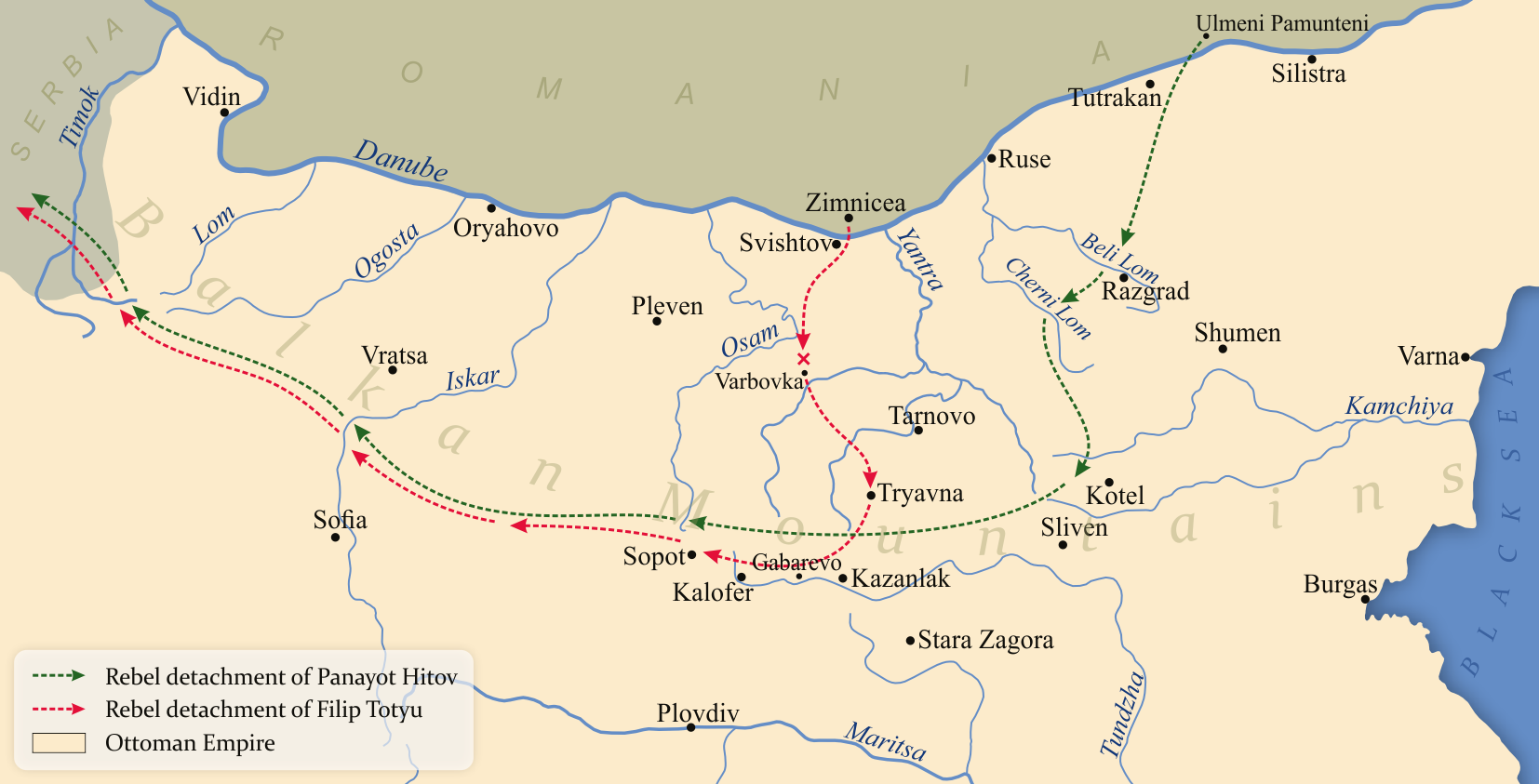
Movimientos de Totyu y Hitov

Todor Todorov Topalov (o Topalski) (en búlgaro: Тодор Тодоров Топалов o Топалски; 1830-23 de marzo de 1907), más conocido bajo el seudónimo de Filip Totyu (Филип Тотю), fue un revolucionario búlgaro del periodo conocido como Renacimiento Nacional de Bulgaria y el voivoda de una banda armada de voluntarios.
Totyu nació en la aldea de Gartsite, hoy parte de la aldea de Voneshta Voda, cerca de Kilifarevo, en la provincia de Veliko Tarnovo, en la familia de un comerciante de ganado. Estudió en Tarnovo en 1840 y se dedicó al comercio después de 1842. Alrededor de 1850, tuvo un conflicto con las autoridades otomanas que le obligó a huir a las montañas de los Balcanes con un grupo de amigos y convertirse en un hajduk. El área de operación de su banda fue en las regiones de Tarnovo, Elena y más tarde también Nova Zagora. Aunque fue capturado e internado en prisión en Tarnovo y Sliven varias veces, logró escapar y regresar a sus actividades como hajduk, lo que llevó a los otomanos a anunciar una gran recompensa por su cabeza. Después de escapar de la prisión de Sliven en 1863, Totyu se mudó a Valaquia, donde adoptó su nombre para ocultar su posición.

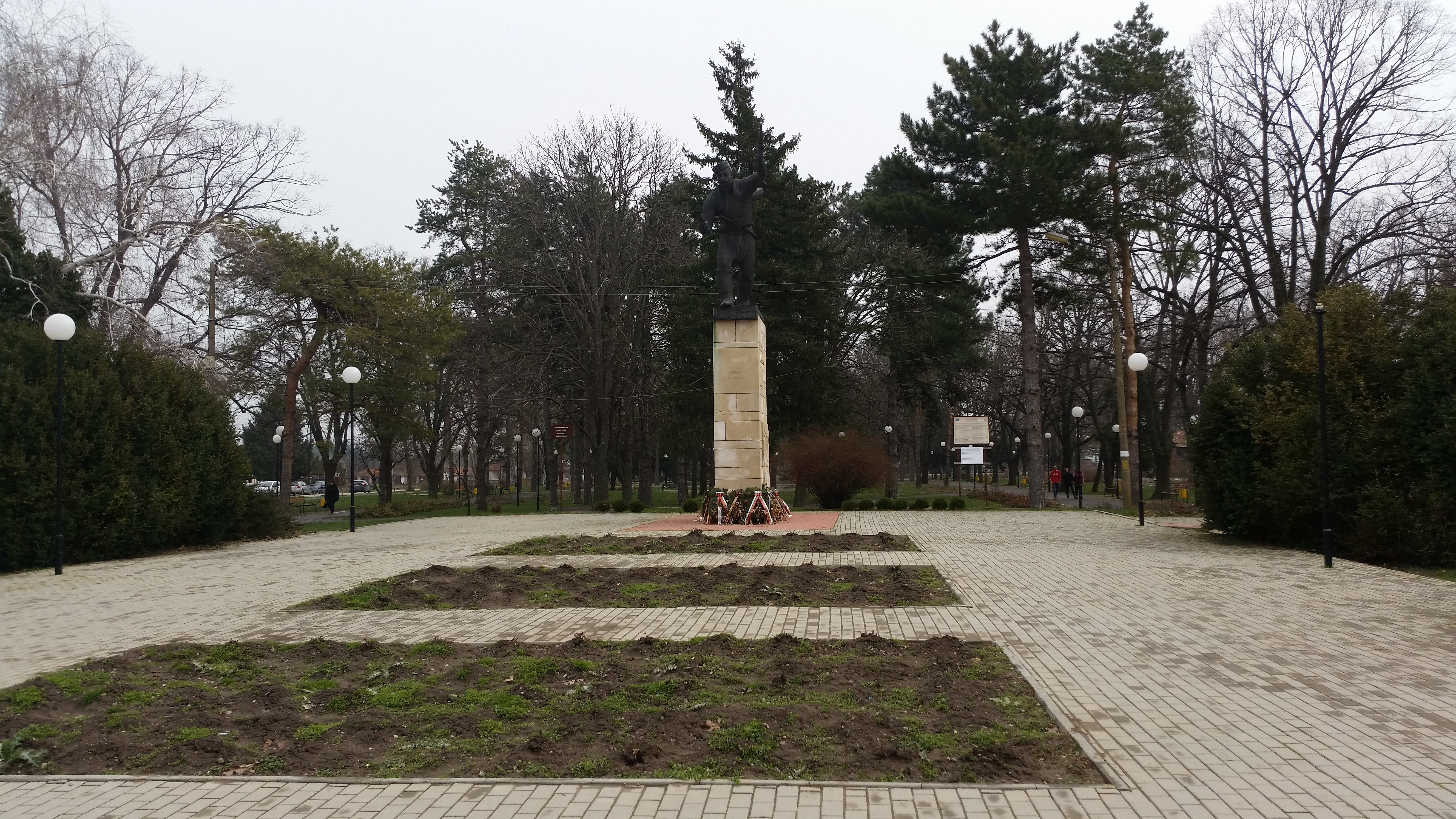
Monumento a Filip Totyu en Dve Mogili

En Valaquia, conoció a Georgi Sava Rakovski y tomó conciencia de la necesidad de una lucha organizada contra el gobierno otomano. El 17 de mayo de 1867 cruzó el Danubio en Svishtov con una banda de 35, con la intención de llegar a los Balcanes y unir fuerzas con la banda de Panayot Hitov, que se había trasladado a Bulgaria el 29 de abril. En Svishtov, la banda se unió a otros voluntarios y procedió a moverse hacia el sur. Sin embargo, en el bosque de Varbovka, cerca de Sevlievo, el destacamento de Totyu se vio rodeado por unidades militares otomanas y bashi-bazouks. Durante la noche, los sobrevivientes huyeron a las montañas, donde, cerca de lo que hoy es el  Botev, Totyu y cuatro de sus hombres lograron reunirse con las fuerzas restantes de Panayot Hitov y se dirigieron a Serbia, donde participaron en la Segunda Legión Búlgara. Después, Totyu vivió en Rumania, constantemente perseguido y arrestado y obligado a mudarse a Rusia, donde vivió por más tiempo y recibió una pensión estatal. En 1875, en el momento de la rebelión de Herzegovina, Hristo Botev fue enviado al sur de Rusia por el Comité Central Revolucionario de Bulgaria para recaudar fondos y reclutar emigrantes búlgaros y a Filip Totyu en particular. Aceptó participar en un levantamiento búlgaro y se fue a Rumania, pero la supresión del levantamiento de Stara Zagora hizo que su idea de ayudar a los revolucionarios con una banda se viera frustrada. En 1876 ayudó a los serbios en el conflicto serbio-turco e invadió el noroeste de Bulgaria con su destacamento, pero fue rechazado y devuelto a Rusia, sólo para participar de nuevo en la guerra ruso-turca de 1877-78, que condujo a la liberación de Bulgaria.
Después de la Liberación, Totyu vivió en la aldea de Dve Mogili, provincia de Ruse, donde se dedicó a la agricultura y recibió una pequeña pensión militar. Murió el 23 de marzo de 1907. La casa de Totyu en Voneshta Voda y su casa en Dve Mogili son ambos museos, dedicados a él.